# Top Girls Fassa Bortolo
El Top Girls Fassa Bortolo (código UCI: TOP) es un equipo ciclista femenino de Italia de categoría UCI Women's Team, máxima categoría femenina del ciclismo en ruta a nivel mundial.

## Material ciclista
El equipo utiliza bicicletas Pinarello y componentes Elite

## Clasificaciones UCI
Las clasificaciones del equipo y de su ciclista más destacado son las siguientes:
| Temporada | Clasificación por equipos | Mejor corredora          | Posición                 |
| 2016      | 29.º                      | Soraya Paladin           | 97.ª                     |
| 2017      | 41.º                      | Ninguna corredora puntuó | Ninguna corredora puntuó |

## Palmarés
Para años anteriores véase: Palmarés del Top Girls Fassa Bortolo.

### Palmarés 2023

#### UCI WorldTour
| Fechas | Carreras | Ganadora |
|        |          |          |

#### UCI ProSeries
| Fechas | Carreras | Ganadora |
|        |          |          |

#### Calendario UCI Femenino
| Fechas       | Carreras                                   | Ganadora        |
| 1 de marzo   | Trofeo Umag                                | Alessia Vigilia |
| 27 de agosto | Giro de la Toscana-Memorial Michela Fanini | Alessia Vigilia |

#### Campeonatos nacionales
| Fechas | Carreras | Ganadora |
|        |          |          |

## Plantillas
Para años anteriores, véase Plantillas del Top Girls Fassa Bortolo

### Plantilla 2023
| Integrantes del equipo 2023 | Integrantes del equipo 2023 | Integrantes del equipo 2023       | Integrantes del equipo 2023 |
| Corredor                    | Fecha de nacimiento         | Equipo previo                     |                             |
| --------------------------- | --------------------------- | --------------------------------- | --------------------------- |
| Giorgia Bariani             | 19 de noviembre de 2000     | Alé Cipollini (2019)              |                             |
| Virginia Bortoli            | 19 de noviembre de 2003     |                                   |                             |
| Vanessa Michieletto         | 5 de marzo de 2002          |                                   |                             |
| Alessia Missiaggia          | 20 de enero de 1999         | Team Mendelspeck (2022)           |                             |
| Iris Monticolo              | 15 de julio de 2000         |                                   |                             |
| Alice Palazzi               | 25 de enero de 2002         | Born To Win-G20-Ambedo (2021)     |                             |
| Chiara Reghini              | 1 de febrero de 2003        |                                   |                             |
| Gaia Segato                 | 27 de marzo de 2004         |                                   |                             |
| Christina Tonetti           | 6 de julio de 2002          | VO2 Team Pink (2021)              |                             |
| Alessia Vigilia             | 1 de septiembre de 1999     | Centro Mundial de Ciclismo (2021) |                             |
|                             |                             |                                   |                             |
| Fuente: ProCyclingStats     |                             |                                   |                             |